# Quartier du Combat
 (juin 2018).
Pour les articles homonymes, voir Combat (homonymie).
Le quartier du Combat est le 76e quartier administratif de Paris situé dans le 19e arrondissement.

## Origine du nom

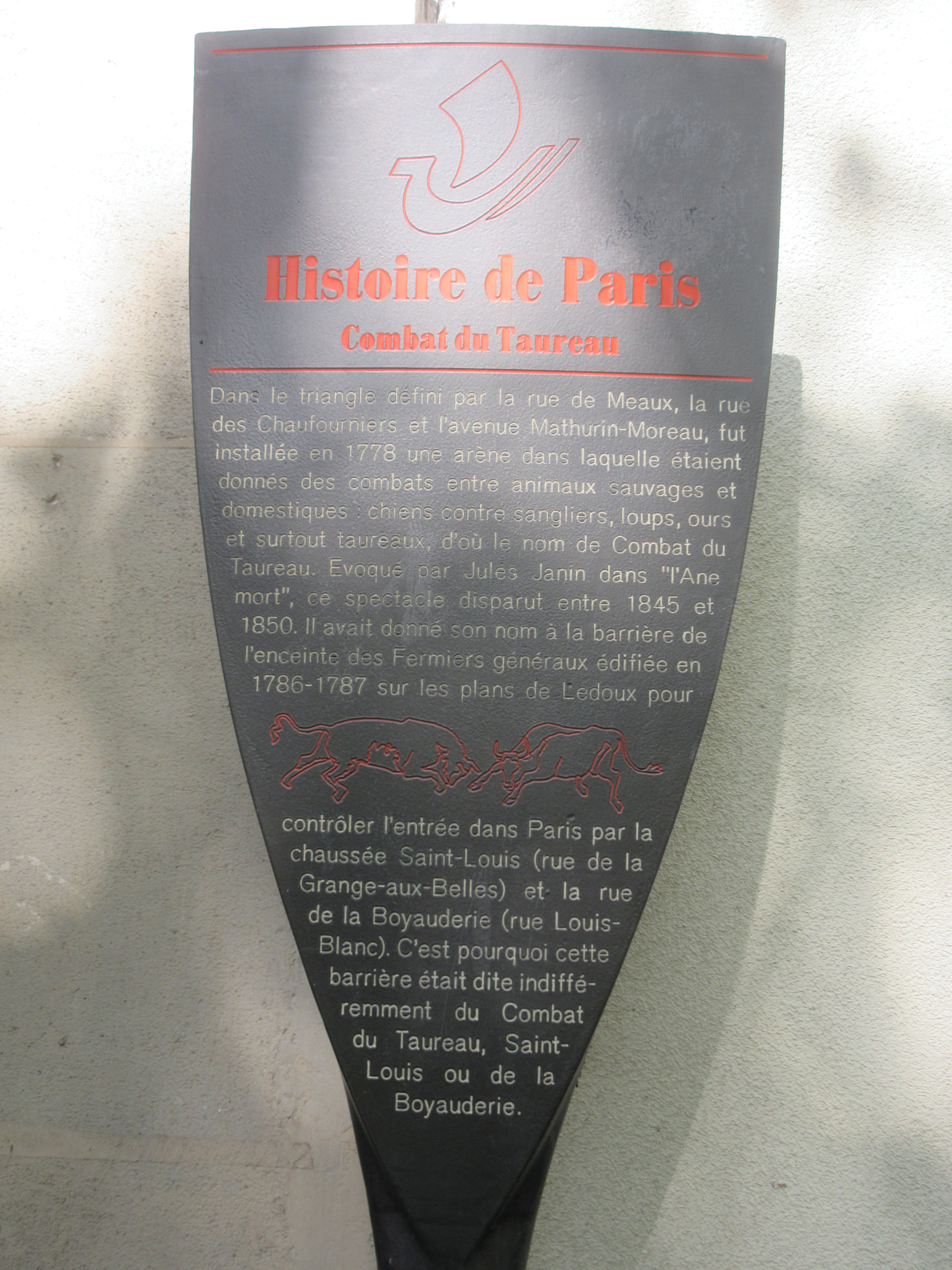
Panneau Histoire de Paris « Combat du Taureau »

Il tient son nom de la « place du Combat » qui est devenue en 1945 la place du Colonel-Fabien.

## Historique
De 1781 à 1833,, on y fait des combats d'animaux. À l'intérieur d'un cirque en bois, on peut à cette époque assister à des combats entre chiens et taureaux, chiens et sangliers, etc. Le décret d'interdiction des combats d'animaux à Paris date de 1833 selon Alfred Delvau, journaliste de l'époque, dans son Histoire anecdotique des Barrières de Paris (1865).
Sur cette même place se tenait la barrière du Combat faisant partie du mur des Fermiers généraux. Elle était positionnée en arc de cercle afin de laisser le cirque sanglant à l'extérieur de la ville.
Jusqu'au règne de Louis XIII, sur un emplacement probablement situé dans le périmètre actuellement compris entre la rue de Meaux, l'avenue Secrétan et la rue Sadi-Lecointe se trouve l'un des endroits les plus horribles de Paris : le gibet de Montfaucon. Construit avant le mur des Fermiers généraux, il se trouve alors hors de l'enceinte de Paris. Bâti sur un petit promontoire, il a une assise maçonnée sur laquelle sont plantées seize colonnes de pierres de 10 mètres de haut environ et reliées entre elles de trois étages de poutres en bois. On peut y pendre jusqu'à cinquante personnes en même temps. Les étages supérieurs sont réservés aux condamnés de noble ascendance. Le gibet est ensuite déplacé (après 1627) un peu plus loin, sur l'actuelle rue de Meaux à l'emplacement de l'actuelle halle Secrétan.

### Annexion des communes de la Villette et de Belleville à la ville de Paris en 1860
Le territoire du quartier correspond pour la plus grande partie à celui de l'ancienne commune de Belleville entre le boulevard de la Villette, les rues de Meaux, Cavendish, la majorité du parc des Buttes-Chaumont (anciennes carrières en cours d'aménagement à cette date), la rue de la Villette et la rue de Belleville et pour une petite partie entre les rues Cavendish, de Meaux, de Crimée et le parc des Buttes-Chaumont à l'ancienne commune de La Villette.

## Édifices et monuments
- Mairie du 19e arrondissement, place Roger-Madec.
- Monument à Jean Macé, place Armand-Carrel.
- Parc des Buttes-Chaumont, dont au sein de celui-ci : 
  - île du Belvédère ;
  - maison de garde.
- Butte Bergeyre, à l'ouest des Buttes-Chaumont.
- Hôpital ophtalmologique Adolphe-de-Rothschild, 25, rue Manin
- Église luthérienne Saint-Pierre de Paris, 55 rue Manin
- Église Saint-Georges, 114, avenue Simon-Bolivar.
- Marché Secrétan, 46, rue de Meaux.
- Église Notre-Dame-de-l'Assomption-des-Buttes-Chaumont, 80, rue de Meaux.
- Siège du Parti communiste français, place du Colonel-Fabien.
- Hôtel des Impôts, 35-37, rue du Plateau.
- Église orthodoxe russe Saint-Serge et Institut de théologie orthodoxe Saint-Serge, 93, rue de Crimée.
- Cimetière de La VILLETTE 46 rue d'Hautpoul 75019